# Бурміцький Олександр Анатолійович
Олександр Анатолійович Бурміцький (іноді Бурмицький; нар. 15 вересня 1961, Тернопіль, нині Україна) — український композитор, диригент, баяніст. Лавреат літературно-мистецької премії імені Івана Нечуя-Левицького. Заслужений артист України.

## Життєпис
Мати — Галина Андріївна.
У 1980 році закінчив Тернопільське музичне училище (нині Тернопільське обласне державне музичне училище імені Соломії Крушельницької), у 1985 — Тернопільський педагогічний інститут (нині Тернопільський національний педагогічний університет імені Володимира Гнатюка).
Уповноважений представник Книги рекордів України.

### Сім'я
Дружина — Людмила Бурміцька, українська співачка, педагог. Заслужена діячка мистецтв України, солістка Державного академічного ансамблю пісні і танцю Державної прикордонної служби України.